# Anne Stella Fomumbod
Anne Stella Fomumbod (1962- ) est une activiste féministe camerounaise. Elle est la fondatrice et CEO d'Interfaith Vision Foundation of Cameroon (IVFCam). Elle est à l'origine de la Charte des veuves, qui a permis une amélioration significative des droits des veuves au Cameroun.

## Carrière
Anne Stella Fomumbod est une inspectrice d'école qui décide de quitter son travail en 1999 pour se vouer à la cause des veuves et orphelins au Cameroun.
Les veuves notamment se retrouvent dans des situations difficiles au décès de leur époux, les coutumes acceptant que la parenté de celui-ci puisse réclamer les biens du couple, imposant toutes sortes d'humiliations à la veuve pendant le deuil comme de ne pas se laver durant six mois ou de manger à même le sol, pour être finalement héritées par les frères ou cousins de leur époux. Active dans les communautés de la Région du Nord-Ouest du pays, Anne Stella Fomumbod propose en 2010 la Charte des veuves, un livre de règles qui régit le traitement des veuves et qu'elle fait signer à 97 villages.
À travers sa fondation, Interfaith Vision Foundation of Cameroon (IVFCam), Fomumbod travaille avec plus d'une cinquantaine de villages à la promotion des droits de femmes et leur implication dans les comités locaux. Elle a également développé un programme d'aide aux femmes et aux enfants infectés et/ou affectés par le VIH/SIDA, ainsi que des financements de micro-crédits et de formations en faveur des femmes.

## Récompenses
- 2004 : Prix National du Cameroun pour la promotion des femmes[2] ;
- 2010 : Prize for Women’s Creativity in Rural Life de la Women’s World Summit Foundation[5] ;
- 2011 : Bourse Reagan-Fascell du National Endowment for Democracy qui lui permet d'étudier l'impact de la participation des femmes aux organisations de la société civile comme moyen de renforcer la démocratie au Cameroun ;
- 2011 : Bourse Synergos Senior ;
- 2012 : Prix “100 World of Difference Award” attribué par the International Alliance for Women pour ses actions qui ont fait progresser l'autonomisation économique des femmes au niveau local[6] ;
- 2013 : 100 Women de la BBC[7] ;
- 2017 : Prix d'excellence du Cameroun[5].